# Fuga d'amore (film 2009)
Fuga d'amore (RTT) è un film del 2009 diretto da Frédéric Berthe.

## Trama
Florence ha lasciato Arthur. Quando Arthur viene a sapere che Florence si sposerà a Miami, decide di fiondarcisi per impedire il matrimonio. Emilie, una giovane ladra ricercata dalla polizia per il furto di un prezioso dipinto, fugge a Miami. All'aeroporto, Arthur lascia la borsa aperta ed Emilie decide di usare Arthur come "mulo", infilando la tela nella borsa.

## Produzione
In origine il film era ambientato in Sud Africa, ma nello stesso anno uscì Safari, interpretato dallo stesso Kad Merad; perciò, il produttore Cyril Colbeau-Justin suggerì di cambiare la sceneggiatura in modo che il film fosse ambientato a Miami.